# Снежана Ковачевић
Снежана Ковачевић (Ужице, 20. јануар 1955) српски је  костимограф и сценограф.

## Биографија
Дипломирала је на одсеку костимографије Академије примењених уметности у Београду 1980. године.
После завршених студија радила је у фирми „Таратекст“.
Стручно се усавршавала у Паризу и Милану, где је радила и као модни креатор.
Радила је као костимограф у Народном позоришту у Ужицу од 1981. Поред рада у позоришту радила је као костимограф на неколико краткометражних играних филмова.
Током каријере радила је као костимограф на преко 200 представа реализованих у Србији, бившој Југославији и Европи. Поред костимографије радила је као сценограф на двадесет представа.
Учествовала је на Позоришном Бијеналу у Венецији као костимограф представе „Слуга двају господара” 2007. године.
У Ужицу води уметничку школу.

## Награде
- Ардалион" за костим - „Пер Гинт”, режија Кокан Младеновић - 4. "Југословенски фестивал" Ужице 2000.године[3]
- Награда УЛУПУДУС-а за колекцију на сајму моде 1981. године[3]
- Награда УЛУПУДС-а за костим у представи "Зганарел или Уображени рогоња" у Зајечару 1997. године[3]
- Специјална награда за сценски дизајн" за "Пилада" - Пазолини на "Бијеналу сценског дизајна" 2006. године у конкуренцији 1400 сценских догађаја у Београду[3]
- Признање "Прстен са ликом Јоакима Вујића" за изузетан допринос развоју Театра и допринос развоју позоришне уметности у Србији - Књажевско-српски театар из Крагујевца 2015. године.[3]

## Одабрана театрографија
- „Зганарел или Уображени рогоња" (1997)
- „Праћка" (1997)
- „Независна република ужичка" (1997)
- „Дозивање светог имена српског" (1998)
- „Крај викенда" (1998)
- „Копље" (1998)
- „Капетан Џон Пиплфокс" (1999)
- „Умри мушки" (1999)
- „Боинг-Боинг" (1998)
- „Богојављенска ноћ" (2000)
- „Повратак" (2000)
- „Пер Гинт" (2000)
- „Тартиф" (2002)
- „Хасанагиница" (2002)
- „Станица Бродарево (2002)
- „Одисеј не станује овде" (2002)
- „Ментална хигијена" (2003)
- „Покојник (2003)
- „Порфирогенеза" (2004)
- „У навиљцима" (2004)
- „Конкурс" (2004)
- „Волпоне" (2005)
- „И форгет" (2005)
- „Ко се боји Вирџиније Вулф" (2005)
- „Кабаре женски оркестар" (2006)
- „Сама сам вечерас" (2009)
- „Саваракатину" (2010)
- „Проклета авлија" (2011)
- „Свечана вечера у погребном подузећу" (2013)
- „Сплетка и љубав" (2013)
- „Снежана и седам патуљака" (2014)
- „Смећарник" (2014)
- „Прах и пепео" (2014)
- „Одумирање међеда" (2015)
- „Хроми идеали" (2016)
- „Краљ Лир" (2017)
- „Палчица" (2017)
- „Мандрагола" (2017)
- „Сведобро" (2017)
- „Коштана" (2018)
- „Опет плаче, ал сад од среће" (2019)